# Thong Lan
Thong Lan (nome esteso in lingua thai: สมเด็จพระเจ้าทองลัน, trascrizione RTGS: Somdet Phra Chao Thong Lan), conosciuto anche come Thong Chan (1373 – Ayutthaya, 1388), è stato il quarto sovrano del Regno di Ayutthaya, fondato nel 1350 dallo zio Ramathibodi I nell'odierna Thailandia.
Succedette sul trono al padre Borommaracha I e regnò una sola settimana, fu quindi detronizzato e fatto giustiziare dal cugino Ramesuan, che era stato costretto ad abdicare dallo stesso Borommaracha nel 1370.

## Periodo storico
Visse alla corte di Ayutthaya nel periodo in cui lo Stato si affermò come una delle principali potenze del sudest asiatico ai danni del vicino Regno di Sukhothai. Il padre viene tuttora considerato uno dei più grandi re del Paese per aver espugnato Angkor, la capitale dell'Impero Khmer, quando era generale agli ordini di Ramathibodi, e soprattutto per aver costretto nel 1378 al vassallaggio il Regno di Sukhothai, dopo essere divenuto re. Aveva così posto fine all'indipendenza di Sukhothai dopo 140 anni dalla sua fondazione; la parte occidentale del regno era stata annessa ad Ayutthaya ed era stato concesso allo sconfitto re Luethai di regnare sui restanti territori in qualità di vassallo, trasferendo la capitale a Phitsanulok.
Borommaracha aveva poi tentato invano nel 1387 di sottomettere il settentrionale Regno Lanna, e si era ammalato l'anno successivo mentre cercava di recuperare la sacra statua del Phra Singh, trafugata e portata nella capitale lanna di Chiang Mai, morendo sulla strada del ritorno.

## Ascesa al trono ed esecuzione
Thong Lan ereditò così nel 1388 un vasto regno che i sovrani cinesi della dinastia Ming (1368-1644) avevano scelto come principale interlucotore per il sudest asiatico. La morte del potente Borommaracha fu per Ramesuan l'occasione per riprendersi il trono, perso nel 1370 per mano dallo stesso Borommaracha, che lo aveva costretto a tornare a fare il governatore di Lavo, l'odierna Lopburi.
A soli sette giorni dall'ascesa al trono del cugino, Ramesuan arrivò ad Ayutthaya alla guida delle proprie truppe, penetrò di notte nel palazzo reale e fece portare il giovane re nel Wat Khok Phraya, dove nei secoli successivi molti altri membri della casa reale sarebbero stati puniti o assassinati. Lo fece chiudere in un sacco di velluto e colpire a morte con un legno di sandalo, un sistema tradizionale di uccidere i sacri sovrani senza colpirli direttamente e senza versarne il sangue.  Il cadavere fu poi gettato in un pozzo vicino. Secondo alcune fonti, al momento della morte aveva 17 anni, secondo altre ne aveva 15. In questo modo, Ramesuan tornò sul trono di Ayutthaya e restaurò la dinastia di Uthong fondata dal padre Ramathibodi.